# Copa Ciudad de México 1975
La Copa Ciudad de México 1975 fue un torneo de fútbol de carácter amistoso que sirvió como preparación para los Juegos Panamericanos de Ciudad de México 1975.

## Sede
| Ciudad de México                |
| ------------------------------- |
| Estadio Azteca                  |
| Capacidad: 110 000 espectadores |
|                                 |

## Equipos participantes
| Equipos participantes | Equipos participantes |
| --------------------- | --------------------- |
| Argentina             | Costa Rica            |
| Estados Unidos        | México                |

## Clasificación
| Equipo         | Pts. | PJ | PG | PE | PP | GF | GC | Dif |
| -------------- | ---- | -- | -- | -- | -- | -- | -- | --- |
| México         | 5    | 3  | 2  | 1  | 0  | 10 | 1  | 9   |
| Argentina      | 5    | 3  | 2  | 1  | 0  | 9  | 1  | 8   |
| Costa Rica     | 2    | 3  | 1  | 0  | 2  | 3  | 10 | -7  |
| Estados Unidos | 0    | 3  | 0  | 0  | 3  | 1  | 11 | -10 |

### Resultados
| 17 de agosto de 1975 | México                                                                    | 7:0 (3:0) | Costa Rica | Estadio Azteca, Ciudad de México                           |                                                            |
|                      | Alvarado 2' · Álvarez 9' · Delgado 25, 81' · Cuéllar 67, 70' · Vargas 90' |           |            | Asistencia: 10000 espectadores Árbitro(s): Arturo Yamasaki | Asistencia: 10000 espectadores Árbitro(s): Arturo Yamasaki |

| 19 de agosto de 1975 | Costa Rica                     | 3:1 (0:0) | Estados Unidos | Estadio Azteca, Ciudad de México                        |                                                         |
|                      | Paniagua 81, 86' · Jiménez 88' |           | McCully 76'    | Asistencia: 1000 espectadores Árbitro(s): Jorge Narváez | Asistencia: 1000 espectadores Árbitro(s): Jorge Narváez |

| 21 de agosto de 1975 | Argentina                                                      | 6:0 (3:0) | Estados Unidos | Estadio Azteca, Ciudad de México                         |                                                          |
|                      | Ardiles 18, 23' · Cárdenas 36' · Coscia 58, 90' · Valencia 82' |           |                | Asistencia: 1500 espectadores Árbitro(s): Javier Galindo | Asistencia: 1500 espectadores Árbitro(s): Javier Galindo |

| 24 de agosto de 1975 | México                  | 2:0 (1:0) | Estados Unidos | Estadio Azteca, Ciudad de México |                             |
|                      | Borja 44' · Delgado 66' |           |                | Árbitro(s): Arturo Yamasaki      | Árbitro(s): Arturo Yamasaki |

| 28 de agosto de 1975 | Argentina         | 2:0 (1:0) | Costa Rica | Estadio Azteca, Ciudad de México                                     |                                                                      |
|                      | Astegiano 26, 50' |           |            | Asistencia: 1200 espectadores Árbitro(s): Alfonso González Archundia | Asistencia: 1200 espectadores Árbitro(s): Alfonso González Archundia |

| 31 de agosto de 1975 | México    | 1:1 (1:1) | Argentina  | Estadio Azteca, Ciudad de México                           |                                                            |
|                      | Vargas 5' |           | Coscia 34' | Asistencia: 35000 espectadores Árbitro(s): Arturo Yamasaki | Asistencia: 35000 espectadores Árbitro(s): Arturo Yamasaki |

|                            |
| Bandera de México          |
| Campeón México 1.er título |